# Гильдия концертных исполнителей
Гильдия концертных исполнителей (англ. Concert Artists Guild, CAG) — американская организация, занимающаяся поддержкой и пропагандой академического исполнительства. Основана в 1951 году, базируется в Нью-Йорке.
Основная форма деятельности Гильдии — конкурсная: в ходе ежегодного конкурса из нескольких десятков молодых исполнителей любой специализации отбираются лауреат и несколько финалистов, которым на протяжении последующих нескольких сезонов обеспечивается возможность выступлений на заметных нью-йоркских площадках, различная продюсерская помощь, а в последнее время ещё и запись на собственной студии Гильдии. Среди исполнителей, в разное время получавших поддержку Гильдии, — ряд заметных в дальнейшем солистов, в том числе пианист Барри Дуглас (1982), флейтистка Марина Пиччинини (1986), скрипачка Дженнифер Ко (1994), а также струнный квартет Александера (1982). Послужной список Гильдии включает также некоторые существенные концертные события — например, первое в Нью-Йорке представление «Притч для исполнения в церкви» Бенджамина Бриттена (1974).